# 나주 손씨
나주 손씨(羅州孫氏)는 전라남도 나주시를 본관으로 하는 한국의 성씨이다. 시조 손광유(孫光裕)는 고려조에 전중성급사(殿中省給事)를 지냈다.

## 역사
나주 손씨(羅州 孫氏)의 시조 손광유(孫光裕)는 1376년(우왕 2) 밀직부사(密直副使)로서 해도상원수(海道上元帥)에 임명되었다. 1377년 만호(萬戶)가 되었을 때 착량(窄梁)에서 왜적에게 참패를 당하여 유배되었다가 1388년(창왕 즉위년) 음력 8월 7일(양력 9월 7일) 창왕(昌王)의 생일을 기하여 사면되어 전리(田里)로 돌아갔다.

## 과거 급제자
나주 손씨는 조선시대 무과 급제자 2명을 배출하였다.
- 손익(孫翼) - 중종(中宗) 38년(1543년) 식년시(式年試) 병과(丙科), 아버지는 호장(戶長) 손비선(孫庇先)
- 손장준(孫長俊) - 인조(仁祖) 15년(1637년) 별시(別試) 병과(丙科), 아버지는 사복(司僕) 손후일(孫厚日)

## 인구
- 1985년 81가구 388명
- 2000년 513가구 1,657명